# Jonathan Reader

Zawodnik Iowa State Cyclones

Jonathan Reader (ur. 18 lutego 1988) – amerykański zapaśnik walczący w stylu wolnym. Srebrny medalista mistrzostw panamerykańskich z 2009 roku.
Zawodnik Davison High School z Davison i Iowa State University. Trzy razy All-American (2008, 2009, 2011) w NCAA Division I, pierwszy w 2011, czwarty w 2009 i siódmy w 2008 roku.